# Новий замок (Баден-Баден)

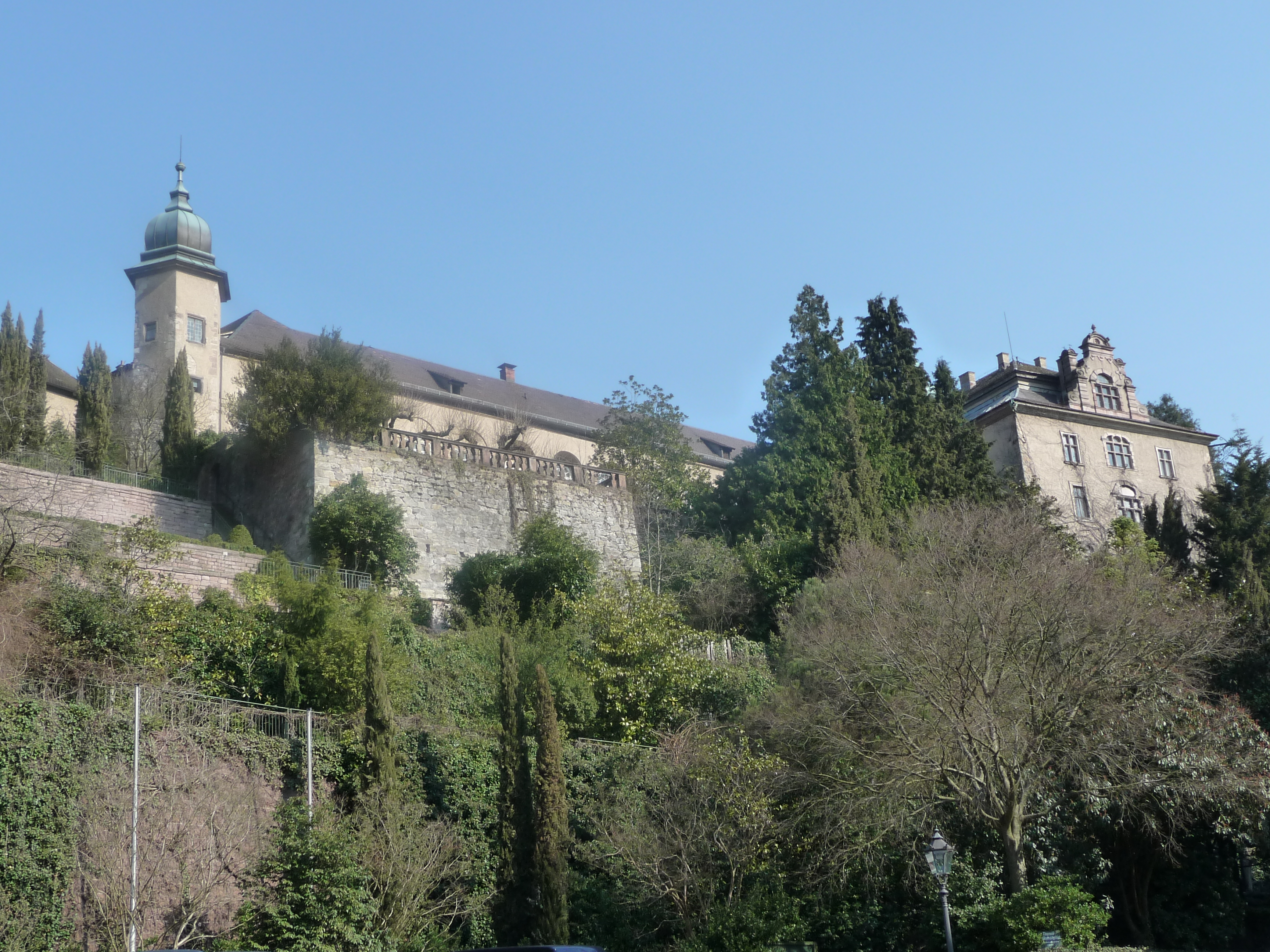
Вид з ринкової площі на Новий замок

Новий замок (нім. Neues Schloss Baden-Baden) на Флорентійській горі в німецькому місті Баден-Баден був з останньої третини XV століття і до кінця XVII століття резиденцією маркграфів Бадена, а з 1535 року маркграфів Баден-Бадена. З часів пізнього Середньовіччя був багато разів перебудований і розширений. На сьогодні замок знаходиться під охороною культурної спадщини і є власністю кувейтських інвесторів, які зараз перетворюють замок на розкішний готель.

## Архітектура
Замковий комплекс складається з триповерхового головного замку, господарської споруди, кухні й архівної вежі (всі ренесансні будівлі XVI століття) і будинку для прислуги в подвір’ї замку (1709), до якого можна ввійти через ворота з XV століття. Зі східної сторони замку знаходиться сад з рідкісними рослинами та деревами. З його оглядового майданчика (створеного в 1670 р.), довжиною 130 метрів, можна потрапити до тераси з різними екзотичними рослинами. Парк займає близько 5,5 га.

## Історія
Замок повстав між 1388 і 1399  на старому фундаменті на горі над площею Ринок міста Баден, яке в другій половині XIII століття отримало міське право. В 1479 році за бажанням графа Христофа I замок був кардинально перебудований і отримав статус резиденції, змінивши в цій ролі замок Гогенбаден. З 1529 року в Новому замку розміщувався архів маркграфів Бадену. 
Після того, як палац був зруйнований військами французького короля Людовика XIV під час Дев'ятирічної війни, маркграф Людвиг Вільгельм переніс резиденцію уряду в Раштат і побудував нову резиденцію у формі Раштатського замку.
Новий замок у Баден-Бадені був перебудований на початку XVIII століття з використанням зовнішніх стін, що залишилися. 
У XIX столітті він служив літньою резиденцією великих герцогів. 
Великий герцог Леопольд замовив реставрацію палацу архітектору Фрідріху Теодору Фішеру в 1843 — 1847 роках. 
Парадні кімнати були оформлені в новому ренесансному стилі.  
Також були відремонтована так звана вежа Дагоберта, павільйон із гвинтовими сходами періоду після 1575 року, який був зруйнований під час Другої світової війни, а також підвальні склепіння «з кам’яними та залізними дверима, ймовірно, колишні підземелля». 
Замковий сад завжди був відкритий і безкоштовний.
У 1919 році Новий замок  був відданий правлячому будинку Бадена в приватну власність. Пізніше в ньому були зібрані предмети мистецтва з інших замків, в тому числі з музею Церингерів.

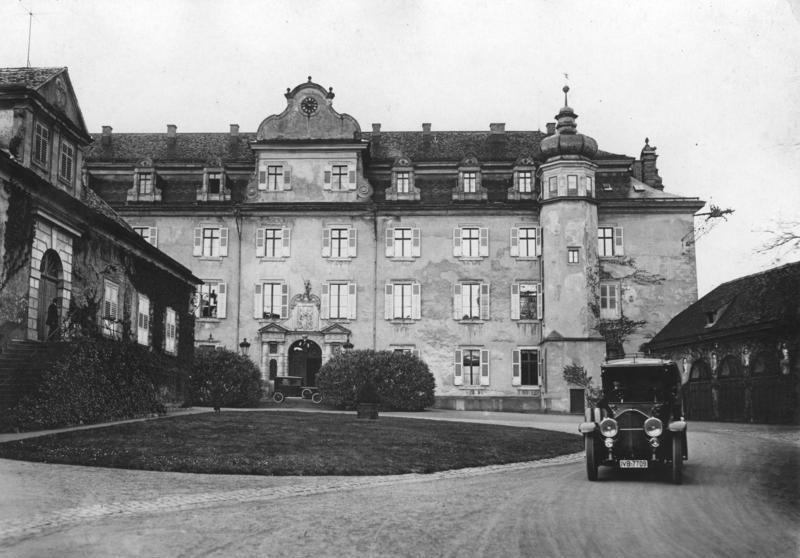
Внутрішній двір Нового замку (1923)

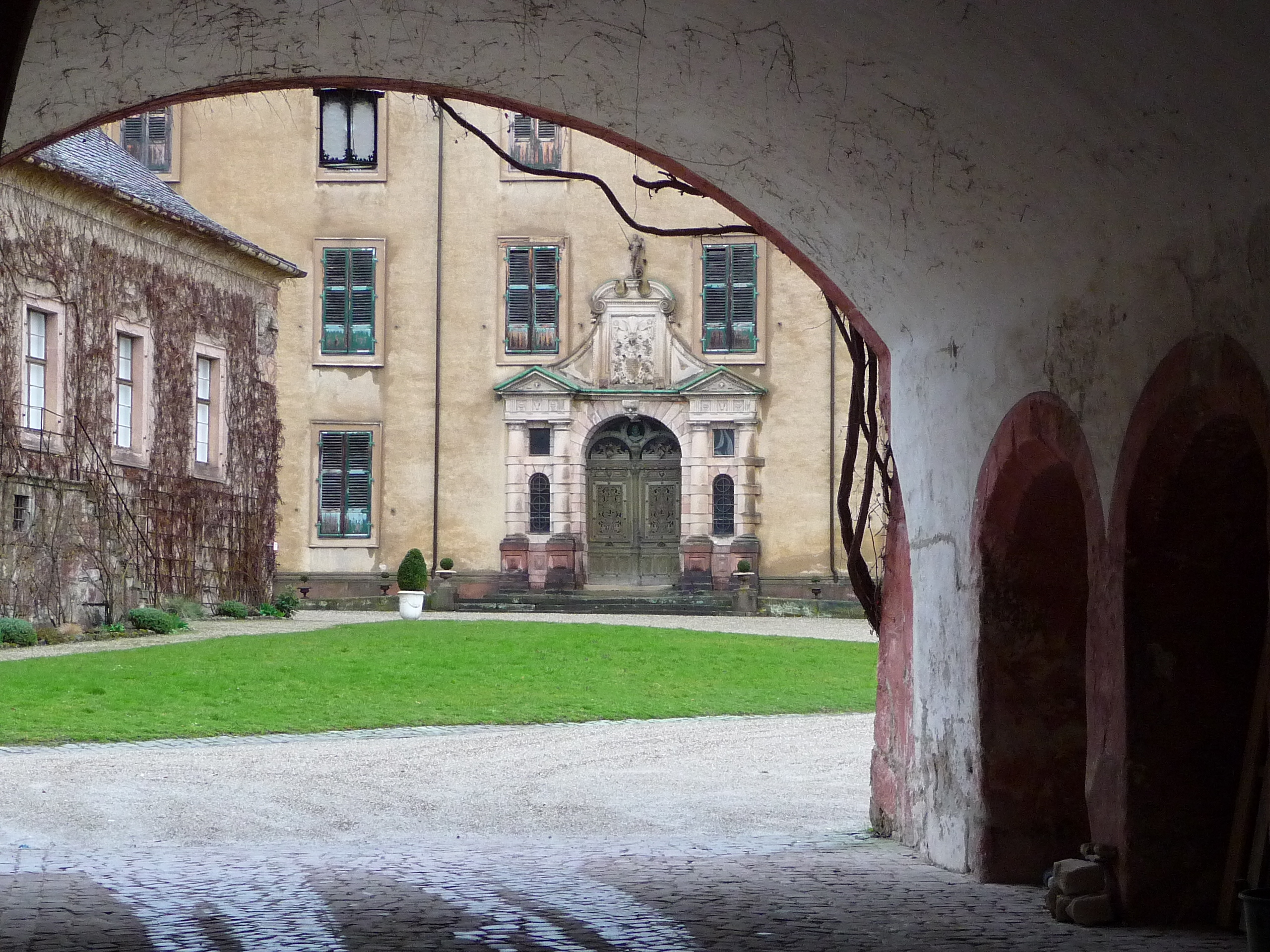
Вид на внутрішній двір (2009)

У 1946 році в замку Міністерством культури у Фрайбурзі  було відкрито Історичний музей міста Баден за підтримки Бертольда фон Бадена, який також носив ім'я музей Церингерів. Після закінчення цього спільного проєкту в 1960 році був відкритий  новий музей Церингерів, який діяв до 1981 року. У 1995 році колекції родини й велика частина внутрішнього оздоблення замку були продані на аукціоні Сотбі.
Після продажу в жовтні 2003 року замок перейшов у володіння кувейтської компанії Al-Hassawi Group. Підприємець Фавзіла-аль-Хассавіі, дочка засновника компанії, розробила план нового використання замку - від дорогого готелю до заміського будинку для своєї родини.
У квітні 2010 року місто Баден-Баден дало згоду на перетворення Нового замку в розкішний готель зі 130 номерами, який повинен був відкритися у 2013 році. Ремонтні роботи, які оцінюються приблизно в 90 мільйонів євро, почалося влітку 2010 р. Перебудова відбувалася з перервами через проблеми з фінансуванням і проєктуванням. В кінці 2012 року було оголошено, що американська компанія Hyatt Hotels Corporation візьме на себе цю роль. В середині 2014 були знову опубліковані нові плани перебудови: дату відкриття було відкладено до 2018 року, кількість кімнат збільшилася до 146. Продаж 16 приватних будинків будуть використані для рефінансування реконструкції готелю.
Після кількох років зупинки будівництва та сумнівів щодо фінансової життєздатності проєкту, 21 лютого 2022 року муніципальна рада Баден-Бадена вирішила остаточно скасувати реконструкцію.